# Mar Limiar
Mar Limiar é uma série de televisão portuguesa  de curtas-metragens, constituída por vinte e nove  documentários de cerca de trinta minutos cada, certos deles ficcionados, produzidos e realizados por Ricardo Costa  entre 1975 e 1977, em co-produção com a RTP (Rádio Televisão Portuguesa).

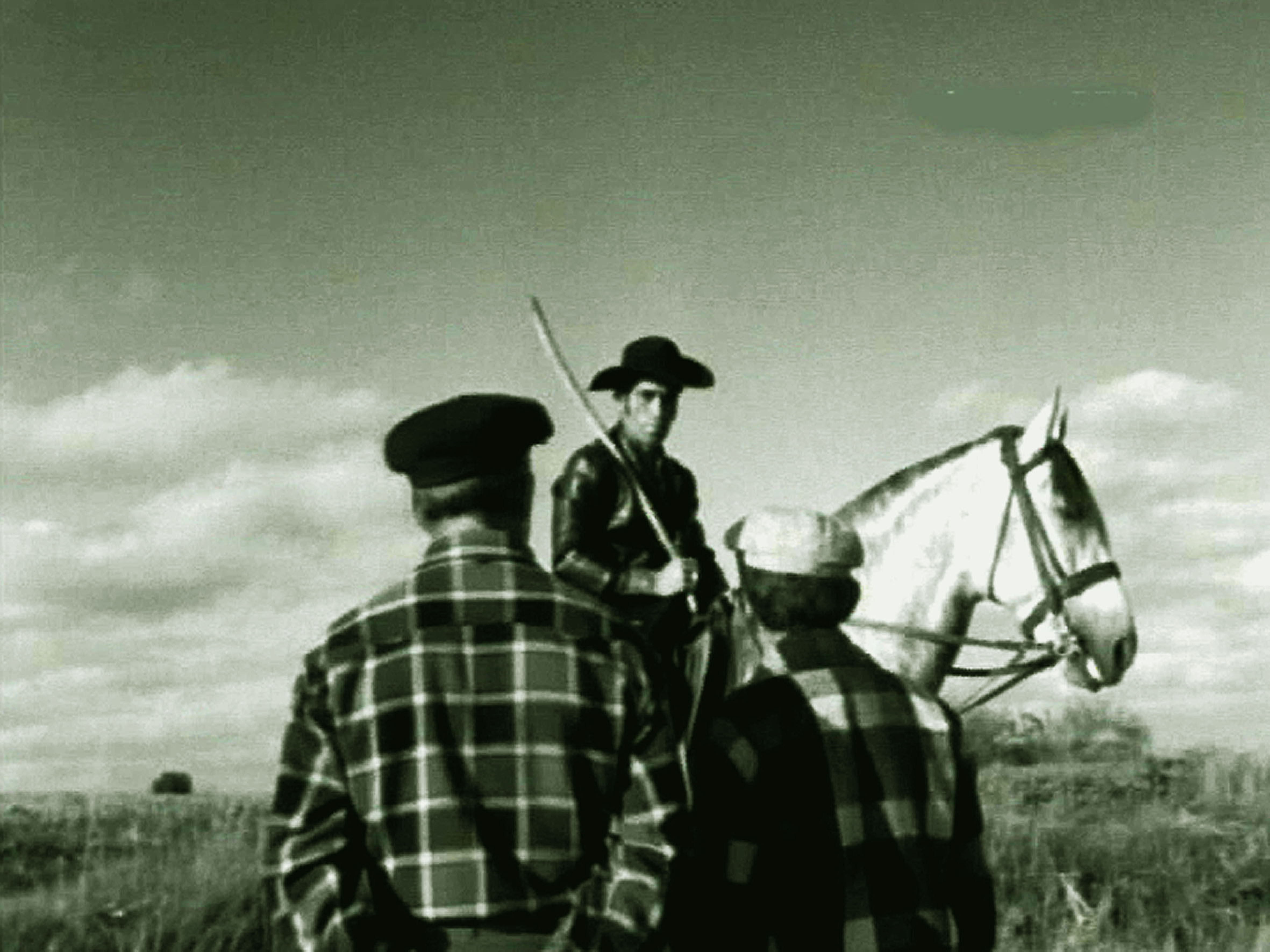
Cena do filme da série MAR LIMIAR, Mau Tempo, Marés e Mudança (docuficção) : Manuel Pardal (à direita) e um velho amigo confrontam o capataz

A série inclui duas longas-metragens, Avieiros  (1975/1976) e Mau Tempo, Marés e Mudança (1976/1977), cada uma delas resultante do  agrupamento temático de três curtas-metragens. 

## Enquadramento histórico
A série, cujo tema central é essencialmente a vida dos pescadores da costa de Portugal, caracteriza-se pela prática do cinema directo, pelo uso de câmaras leves de 16 mm com som síncrono, um dos inventos da época, e ainda por uma equipa de filmagem reduzida, que neste caso não ultrapassava duas pessoas: produtor/realizador/operador de câmara e um operador de som.
Os filmes eram exibidos com regularidade mensal, na RTP. Tinham um público fiel e tornaram-se referência pelo seu carácter original e acessível a largas audiências.
Um propósito experimental leva Ricardo Costa, à medida que a série progride, a encenar e ficcionar situações que se confundem com o documentário. As novas técnicas permitem a criação de novas linguagens: novas expressões de antigos géneros que então se afirmam, a docufição e a etnoficção. Embora se destinassem à exibição televisiva, qualquer destes filmes tem um cariz marcadamente cinematográfico. No seu género, alguns deles revelam características inovadoras, que se desenvolverão no trabalho futuro deste realizador. 
Mau Tempo, Marés e Mudança, é a segunda longa-metragem da série e a primeira docuficção de Ricardo Costa. É um filme representativo do género, tal como seria o segundo, O Pão e o Vinho. Conferem-lhe o tema, o estilo e a técnica lugar próprio no contexto de obras congéneres.
NOTA: A RTP exibiu antes da Revolução dos Cravos uma série de documentários sobre o mar do realizador Hélder Mendes intitulada Segredos do Mar.

## Exibições da série Mar Limiar na RTP
1975
- Janeiro : No Fundo de Troia
- Fevereiro: Apanhadores de Algas
- Março : Agar-Agar
- Abril : Tresmalho
- Maio  : O Trol
- Junho : O Arrasto
- Julho : Oceanografia Biológica
- Agosto : Ti Zaragata e a Bateira - 1ª parte da longa-metragem Avieiros
- Setembro : Pesca da Sardinha
- Outubro : Conchinha do Mar
- Novembro : Às Vezes Custa
- Dezembro : A Sacada

1976
- Janeiro : Os Irmãos Severo e os Cem Polvos
- Fevereiro : À Flor do Mar
- Março : A Colher
- Abril : O Velho e o Novo
- Maio : A Falta e a Fartura
- Junho : Quem só muda de Camisa - 2ª parte da longa-metragem Avieiros
- Julho : A Máquina do Dinheiro
- Agosto : Viver do Mar
- Setembro : Uma Perdiz na Gaiola
- Outubro : O Rei dos Peixes
- Novembro : Nas Voltas do Rio  - 3ª parte da longa-metragem Avieiros
- Dezembro : O Submarino de Vidro

1977
- Janeiro : Mau Tempo (1ª parte da longa-metragem Mau Tempo, Marés e Mudança)
- Fevereiro : Marés (2ª parte da longa-metragem Mau Tempo, Marés e Mudança)
- Março : Mudança (3ª parte da longa-metragem Mau Tempo, Marés e Mudança)
- Abril : Do Mal o Mar
- Maio : Das Ruínas do Império VER FILME